# Stregapriset
Stregapriset (Premio Strega) är det mest prestigefulla italienska litteraturpriset. Det har delats ut sedan 1947 till den italienska författare som skrivit det bästa prosaverket mellan 1 maj föregående år och 30 april. Bland pristagarna finns  
Cesare Pavese (1950), 
Alberto Moravia (1952),
Giorgio Bassani (1956),
Dino Buzzati (1958),
Giuseppe Tomasi di Lampedusa (1959),
Natalia Ginzburg (1963),
Tommaso Landolfi (1975),
Primo Levi (1979),
Umberto Eco (1981),
Gesualdo Bufalino (1988) och
Claudio Magris (1997).

## Historia
År 1944 började Maria och Goffredo Bellonci hålla en litterär salong i sitt hem i Rom. Dessa söndagsmöten med författare, konstnärer och intellektuella kom att omfatta många av de mest betydelsefulla i det italienska kulturlivet. Gruppen kom att kallas Amici della Domenica eller "Söndagsvännerna". År 1947 beslutade paret Bellonci, tillsammans med Guido Alberti, ägare till företaget som tillverkar likören Strega, att instifta ett pris, och att Söndagsvännerna skulle utse vinnaren.  
Belloncicirkeln och instiftandet av priset sågs som ett försök till återgång till det normala i det italienska kulturlivet, efter åren av krig, fascism och frigörelse. Den förste vinnaren av Stregapriser var Ennio Flaiano, för hans första och enda roman Tempo di uccidere, som utspelar sig i Afrika under andra italiensk-etiopiska kriget. Den har översatts till svenska som Livet läker. 

## Urvalsprocessen
Efter Maria Belloncis död 1986, har priset administrerats av Fondazione Maria e Goffredo Bellonci. De 400 medlemmarna i juryn, hämtade ur den italienska kultureliten, kallas fortfarande Söndagsvännerna. För att en bok ska tas upp måste den ha stöd av minst två av vännerna. Denna långa lista kortas sedan ned till en lista på fem genom en första omröstning. Den andra omröstningsomgången, följt av utropandet av segraren, äger rum den första torsdagen i juli i nymphaeumet i Villa Giulia, Rom.

## Pristagare
- 1947 - Ennio Flaiano, Tempo di uccidere

- 1948 - Vincenzo Cardarelli, Villa Tarantola

- 1949 - Giambattista Angioletti, La memoria

- 1950 - Cesare Pavese, La bella estate

- 1951 - Corrado Alvaro, Quasi una vita

- 1952 - Alberto Moravia, I racconti

- 1953 - Massimo Bontempelli, L'amante fedele

- 1954 - Mario Soldati, Lettere da Capri

- 1955 - Giovanni Comisso, Un gatto attraversa la strada

- 1956 - Giorgio Bassani, Cinque storie ferraresi

- 1957 - Elsa Morante, L'isola di Arturo

- 1958 - Dino Buzzati, Sessanta racconti

- 1959 - Giuseppe Tomasi di Lampedusa, Leoparden (Il gattopardo)

- 1960 - Carlo Cassola, La ragazza di Bube

- 1961 - Raffaele La Capria, Ferito a morte

- 1962 - Mario Tobino, Il clandestino

- 1963 - Natalia Ginzburg, Lessico famigliare

- 1964 - Giovanni Arpino, L'ombra delle colline

- 1965 - Paolo Volponi, La macchina mondiale

- 1966 - Michele Prisco, Una spirale di nebbia

- 1967 - Anna Maria Ortese, Poveri e semplici

- 1968 - Alberto Bevilacqua, L'occhio del gatto

- 1969 - Lalla Romano, Le parole tra noi leggere

- 1970 - Guido Piovene, Le stelle fredde

- 1971 - Raffaello Brignetti, La spiaggia d'oro

- 1972 - Giuseppe Dessì, Paese d'ombre

- 1973 - Manlio Cancogni, Allegri, gioventù

- 1974 - Guglielmo Petroni, La morte del fiume

- 1975 - Tommaso Landolfi, A caso

- 1976 - Fausta Cialente, Le quattro ragazze Wieselberger

- 1977 - Fulvio Tomizza, La miglior vita

- 1978 - Ferdinando Camon, Un altare per la madre

- 1979 - Primo Levi, La chiave a stella

- 1980 - Vittorio Gorresio, La vita ingenua

- 1981 - Umberto Eco, Il nome della rosa

- 1982 - Goffredo Parise, Il sillabario n.2

- 1983 - Mario Pomilio, Il Natale del 1833

- 1984 - Piero Citati, Tolstoj

- 1985 - Carlo Sgorlon, L'armata dei fiumi perduti

- 1986 - Maria Bellonci, Rinascimento privato

- 1987 - Stanislao Nievo, Le isole del paradiso

- 1988 - Gesualdo Bufalino, Le menzogne della notte

- 1989 - Giuseppe Pontiggia, La grande sera

- 1990 - Sebastiano Vassalli, La chimera

- 1991 - Paolo Volponi, La strada per Roma

- 1992 - Vincenzo Consolo, Nottetempo, casa per casa

- 1993 - Domenico Rea, Ninfa plebea

- 1994 - Giorgio Montefoschi, La casa del padre

- 1995 - Maria Teresa Di Lascia, Passaggio in ombra

- 1996 - Alessandro Barbero, Bella vita e guerre altrui di Mr. Pyle, gentiluomo

- 1997 - Claudio Magris, Microcosmi

- 1998 - Enzo Siciliano, I bei momenti

- 1999 - Dacia Maraini, Buio

- 2000 - Ernesto Ferrero, N.

- 2001 - Domenico Starnone, Via Gemito

- 2002 - Margaret Mazzantini, Non ti muovere

- 2003 - Melania G. Mazzucco, Vita

- 2004 - Ugo Riccarelli, Il dolore perfetto

- 2005 - Maurizio Maggiani, Il viaggiatore notturno

- 2006 - Sandro Veronesi, Caos Calmo

- 2007 - Niccolò Ammaniti, Come Dio comanda

- 2008 - Paolo Giordano, Primtalens ensamhet

- 2009 - Tiziano Scarpa, Stabat Mater

- 2010 - Antonio Pennacchi, Canale Mussolini

- 2011 - Edoardo Nesi, Storia della mia gente

- 2012 – Alessandro Piperno, Inseparabili

- 2013 – Walter Siti, Resistere non serve a niente

- 2014 - Francesco Piccolo, Il desiderio di essere come tutti
- 2015 – Nicola Lagioia, La Ferocia[1]
- 2016 – Edoardo Albinati, La scuola cattolica
- 2017 – Paolo Cognetti, Le otto montagne
- 2018 – Helena Janeczek, La ragazza con la Leica [2]
- 2019 – Antonio Scurati, M. Il figlio del secolo
- 2020 – Sandro Veronesi, Il colibrì
- 2021 – Emanuele Trevi, Due vite
- 2022 – Mario Desiati, Spatriati
- 2023 – Ada D'Adamo, Come d'aria
- 2024 – Donatella Di Pietrantonio, L’età fragile[3]